# گانتر فیلیپ
گانتر فیلیپ (آلمانی: Gunther Philipp؛ ‏ ۸ ژوئن ۱۹۱۸ – ۲ اکتبر ۲۰۰۳) بازیگر اهل اتریش بود. وی بین سال‌های ۱۹۴۹ تا ۲۰۰۲ میلادی فعالیت می‌کرد.
از فیلم‌هایی که وی در آن‌ها نقش داشته‌است، می‌توان به سوزان، خانم صاحبخانه لان و جو موزفروش اشاره نمود.